# Llandecarballo
Llandecarballo es una entidad de población española de la parroquia de Grandas de Salime, perteneciente al municipio de Grandas de Salime, en la comunidad autónoma de Asturias.

## Toponimia
El lugar puede aparecer referido como «Llandecarballo» y «Llan de Carballo».

## Historia
Hacia mediados del siglo XIX, el lugar, ya por entonces perteneciente a Grandas de Salime, tenía contabilizada una población de diecisiete habitantes. Aparece descrito en el décimo volumen del Diccionario geográfico-estadístico-histórico de España y sus posesiones de Ultramar de Pascual Madoz con las siguientes palabras:

LLAN DE CARBALLO: l. en la prov. de Oviedo, ayunt. y felig. de San Salvador de Grandas de Salime: sit. en terreno llano. prod.: patatas, centeno, nabos y maiz. pobl.: 3 vec., 17 almas.
(Madoz, 1847, p. 480)

En 2023, la entidad singular de población, encuadrada dentro de la entidad colectiva de Grandas de Salime, tenía empadronados nueve habitantes.